# Sumpiuh (plaats)
Sumpiuh is een bestuurslaag in het regentschap Banyumas van de provincie Midden-Java, Indonesië. Sumpiuh telt 5625 inwoners (volkstelling 2010).